# Gisaku
Gisaku (títol original: Gisaku) és una pel·lícula animada de 2005 dirigida per Baltasar Pedrosa Clavero. Malgrat ser espanyola, es va realitzar a l'estil de l'anime japonès, sent així la primera del seu gènere realitzada a Europa. Ha estat doblada al català.
Es va forjar a partir d'un concurs obert per la Societat Estatal per a Exposicions Internacionals (SEEI), amb l'objectiu d'acostar la cultura i realitat espanyola a la societat japonesa durant l'Exposició Universal d'Aichi en 2005.
"És una manera de vendre la imatge del nostre país amb una fórmula diferent", va comentar María Jesús Escribano, membre de la SEEI, organisme que ha coproduït el film.
Va ser presentada oficialment doblada en japonès en el pavelló d'Espanya de la Expo 2005. Es va estrenar primer en el "Hispanic Beat Film Festival" en Tòquio el 21 de setembre de 2005. Posteriorment va ser estrenada a Espanya el 17 de març de 2006.

## Argument
En algun lloc d'Espanya, un samurai espera pacient per a complir una missió que antany li va ser encomanada: protegir la Clau de Izanagi del mal. La Clau, formada per poderoses peces, tanca una porta que franqueja el llindar del món.
Gisaku és la història d'una lluita entre el bé i el malament, en la qual un grup de personatges molt oposats hauran de treballar en equip per a impedir a Gorkan, el Senyor de les Tenebres, que compleixin el seu objectiu: envair el món amb les seves hordes demoníaques. En el transcurs de la seva missió Ricky, Gisaku, Yohei, Linceto i Moira es veuran obligats a vèncer els seus conflictes interns i superar nombroses dificultats.

## Banda sonora
La música de Gisaku va ser composta per Óscar Araujo. El tema principal de "Gisaku" està compost per Abel Jazz i interpretat pel grup d' "elegant metal rock" DiosA i es titula "Bring it off".

## Reconocimientos
- 2006: Nominació Goya a la millor pel·lícula d'animació[5]

## Curiositats
En la introducció el narrador relata l'arribada de Yohei a Espanya com a part de la missió diplomàtica que, a fi d'establir una relació comercial, va enviar el fundador de Sendai, Date Masamune. El nom del Subdelegat és Hasekura Tsunenaga, vassall de Masamune, qui va desembarcar primer a Acapulco, Nova Espanya, creuant l'Oceà Pacífic, i després es va dirigir cap a Europa per a visitar Madrid, Espanya i Roma, Itàlia, convertint-se així en el primer japonès que va creuar l'Oceà Atlàntic. A Itàlia, a aquesta missió se li va concedir una audiència amb el Summe Pontífex. La Història situa la partida d'aquesta missió en 1613 i el retorn cap a 1620. No obstant això al començament el narrador situa la lluita entre Yohei i el dimoni Gorkan en el mateix any 1620 i l'arribada de Gisaku a Espanya cap a 1625. Així mateix se suggereix que Yohei va conèixer a Cervantes però aquest va morir en 1616. Se suggereix, ja que diu que va conèixer al seu mecenes.